# Mougon (Deux-Sèvres)
Pour les articles homonymes, voir Mougon.
Mougon est une commune déléguée d'Aigondigné et une ancienne commune du Centre-Ouest de la France située dans le département des Deux-Sèvres, en région Nouvelle-Aquitaine. Ses habitants s'appellent les Mougonnais.

## Géographie
Située à 14 km à l'Est de Niort, à 17 km à l'ouest de Melle et à 19 km au sud de Saint-Maixent-l'École, la commune appartient au canton de Celles-sur-Belle, au sud du département des Deux-Sèvres. Elle est constituée de trois villages : le principal bourg Mougon, puis Triou au sud-est à 2 km et Montaillon au nord-est à 3 km, sur le Lambon (affluent de la Sèvre Niortaise). La commune atteint 2 000 habitants en 2008 et est principalement résidentielle. Une déviation de la D 948 est mise en service depuis 2007. Longue de près de 5 km, elle permet d'éviter la traversée du bourg de Mougon aux poids lourds et au gros du trafic routier.
Mougon se rattache à la plaine de Niort mais sa localisation, aux confins du pays Mellois, lui confère des paysages relativement variés. Sur son territoire, il est en effet possible de passer de la plaine au bocage, de l'openfield au couvert, du monotone à l'accidenté.

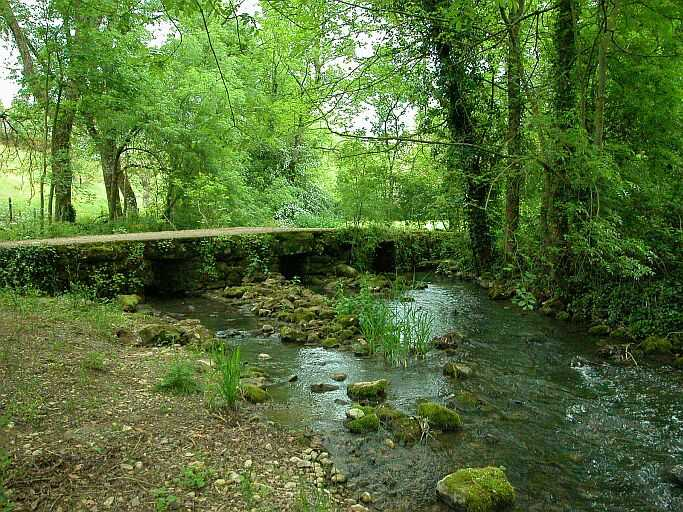
Paysage de Mougon - bord du Lambon à Montaillon.
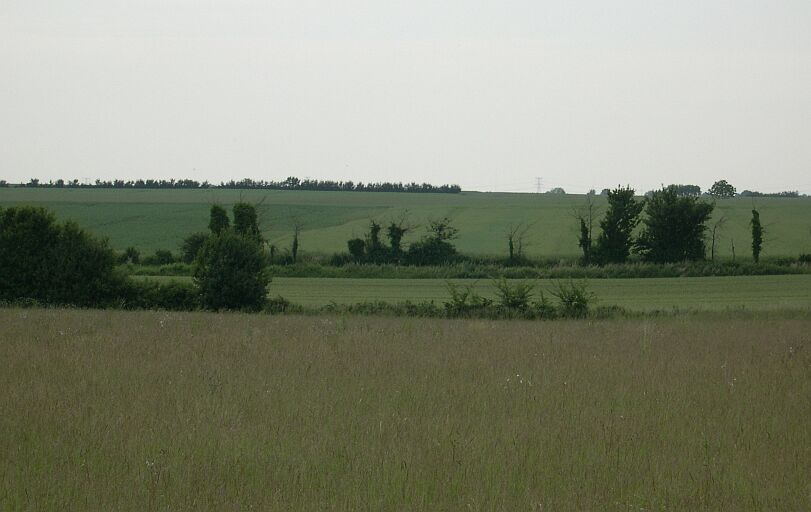
Paysage de Mougon - côté plaine.

Communes limitrophes :

## Histoire
Très ancienne localité, atelier monétaire dès le Xe siècle, Mougon doit remonter à une époque antérieure au Moyen Âge. En effet, d'après la tradition locale, des sarcophages et des ossements auraient été découverts, notamment sous la salle des fêtes et le monument aux morts. Cité au XIe siècle : "Molgonensis". Au Xe siècle, Mougon était un site important, convoité par la famille Aunay et les vicomtes de Melle. D'après la tradition orale, il y aurait sous le bourg de la commune tout un réseau de souterrains et un château aurait existé aux alentours du Crédit Agricole. Mougon fut très fréquenté par les pèlerins car le village est implanté sur la route de Nantes à Limoges. Sur l'ancien plan cadastral de 1822 apparaissent différents quartiers ; certains ont conservé le même nom : Grolleau, Poitiers, la Gasse, Biron, l'Houmeau, la Ballet, la Vieille Cour et les Baronneries ; d'autres ont disparu : le Prieuré, la Brocherie, le Guignier, la Malaisée, la Robinière ; enfin, de nouveaux noms sont apparus, comme, la Taudrie et la Grande Cour. La route départementale 948 ne figure pas sur l'ancien cadastre, elle est donc postérieure à 1822.
Chef-lieu de l'église protestante dans la plaine de Niort ; dragonnades en 1681 ; temple démoli en 1685.
Mougon fut chef-lieu de canton entre 1790 et 1801. Le canton regroupait alors 7 communes : Mougon, Aigonnay, Beaussais, Fressines, Prailles, Thorigné et Vitré, et dépendait du district de Saint-Maixent-l'École. Le canton fut dissous en 1801 par la loi du 8 pluviôse an IX (28 janvier 1801), et les communes furent rattachées au canton de Celles-sur-Belle.
Le 1er janvier 2016 avec la réforme de territoriale, la région Poitou-Charentes rejoint les régions d'Aquitaine et du Limousin pour former la région Nouvelle-Aquitaine, dont fait partie la commune de Mougon.
Le 1er janvier 2017, la commune de Mougon a fusionné avec celle de Thorigné pour former la nouvelle commune de Mougon-Thorigné, dont la population sur la base des populations légales en vigueur à compter du 1er janvier 2016, s'établit à 3 390 habitants pour la population municipale et 3 476 habitants pour la population totale.
Le1er janvier 2019, Mougon-Thorigné fusionne à son tour avec Aigonnay et Sainte-Blandine pour former Aigondigné. Mougon devient le chef-lieu de cette commune nouvelle comptant quatre communes déléguées.

## Économie
La population, dans sa majorité, est tournée vers le bassin d'emploi niortais, mais il reste une activité agricole intense (polyculture, élevages bovins et caprins, production de rosiers miniatures...).
La commune est dotée de la plupart des commerces, artisans et services de base ; d'un secteur santé composé de deux cabinets médicaux, d'un cabinet dentaire, d'un pharmacien et de deux infirmières à domicile ; de services publics dont deux groupes scolaires.
La commune de Mougon bénéficie d'une activité associative, culturelle et sportive, importante et d'un environnement géographique enviable.

## Politique et administration

### Tendances politiques et résultats
Mougon est une commune ancrée à gauche. Au second tour des élections présidentielles de 2012
, François Hollande obtient un score de 67,22 %, contre 51,63 % au niveau national. Cet ancrage ce confirme aux élections européennes de 2014, ou le Parti socialiste atteint 25 % des suffrages et arrive en tête,loin devant le Front national et l'UMP contre à peine 14 % au niveau national.

### Liste des maires
| Période      | Période  | Identité         | Étiquette | Qualité             |
| ------------ | -------- | ---------------- | --------- | ------------------- |
| mai 2020     | En cours | Evelyne Thibault |           | Retraitée           |
| janvier 2017 | mai 2020 | Philippe Boinier | DVG       | Technicien retraité |

| Période       | Période       | Identité         | Étiquette | Qualité             |
| ------------- | ------------- | ---------------- | --------- | ------------------- |
| novembre 1977 | juin 1995     | Guy Bonneau      | DVG       | Agriculteur         |
| juin 1995     | mars 2008     | Philippe Boinier | DVG       |                     |
| mars 2008     | mars 2014     | Nicole Lahmiti   | DVG       | Chargée de bilan    |
| mars 2014     | décembre 2016 | Philippe Boinier | DVG       | Technicien retraité |

## Démographie
À partir du XXIe siècle, les recensements réels des communes de moins de 10 000 habitants ont lieu tous les cinq ans. Pour Mougon, cela correspond à 2004, 2009, 2014, etc. Les autres dates de « recensements » (comme 2006, etc.) sont des estimations légales.
| 1793 | 1800  | 1806 | 1821  | 1831  | 1836  | 1841  | 1846  | 1851  |
| ---- | ----- | ---- | ----- | ----- | ----- | ----- | ----- | ----- |
| 996  | 1 147 | 997  | 1 083 | 1 160 | 1 170 | 1 201 | 1 256 | 1 330 |

| 1856  | 1861  | 1866  | 1872  | 1876  | 1881  | 1886  | 1891  | 1896  |
| ----- | ----- | ----- | ----- | ----- | ----- | ----- | ----- | ----- |
| 1 401 | 1 335 | 1 336 | 1 330 | 1 413 | 1 377 | 1 382 | 1 390 | 1 356 |

| 1901  | 1906  | 1911  | 1921  | 1926  | 1931  | 1936  | 1946  | 1954  |
| ----- | ----- | ----- | ----- | ----- | ----- | ----- | ----- | ----- |
| 1 342 | 1 332 | 1 311 | 1 187 | 1 180 | 1 146 | 1 124 | 1 113 | 1 077 |

| 1962  | 1968  | 1975  | 1982  | 1990  | 1999  | 2004  | 2009  | 2014  |
| ----- | ----- | ----- | ----- | ----- | ----- | ----- | ----- | ----- |
| 1 081 | 1 054 | 1 127 | 1 199 | 1 358 | 1 511 | 1 665 | 1 994 | 2 124 |

## Culture locale et patrimoine

### Lieux et monuments
- Prieuré Saint-Jean-Baptiste - Le prieuré clunisien de Mougon dépendait de l'abbaye de Montierneuf. Ce prieuré remonterait aux années 1023-1031, dates auxquelles Cadelon et son fils Guillaume, vicomtes d' Aulnay, obtenaient de l'évêque de Poitiers, Isambert, une charte de privilège. En 1248, le prieuré est cité dans le registre des comptes d'Alphonse comte de Poitiers. Ce prieuré devait entretenir un prieur et sept moines. Un marché de 1570, entre François Floret, notaire demeurant à Mougon, agissant pour le prieur de Mougon, et Martin Pommier, maçon à Prahecq, signale la réfection d'un pignon et des portes du pont du prieuré. Un acquêt de 1608, indique la fourniture de 45 charrettes de pierre de Prahecq et des clous pour la couverture de l'église. En septembre 1731, Frédéric de la Tour d'Auvergne, prêtre du diocèse de Paris, prit possession du prieuré de Mougon, avec tous ses fruits dont le profit et les revenus étaient de 4 à 5000 livres. Des sources de 1769 indiquent que l'église est très petite et en bon état, sauf la toiture. Vendue comme bien national à la Révolution, elle change trois fois de mains de 1791 à 1798. Elle est aujourd'hui détruite. La date de 1870 est inscrite sur une porte de l'élévation latérale de la grange.

- Église paroissiale - L'église paroissiale de Mougon appartient à la commune qui l'a fait construire après le Concordat. Vers 1820, les habitants sollicitent une subvention pour mettre en état l'édifice qui, d'après la tradition, est une ancienne grange. Le clocher a été édifié en 1822. En 1826, l'abbé Béneteau est nommé premier curé de Mougon, après la Révolution. À partir de 1836 les archives conservent plusieurs projets (des architectes mellois Antoine Bizard puis Bernad Gurs) d'agrandissement de l'édifice, remaniement du clocher et travaux d'embellissement intérieur (boiserie d'autel, confessionnal et couronnement de la chaire), exécutés de 1838 à 1842 par Louis François Tarenne, charpentier à Celles-sur-Belle. À l'extrême fin du XIXe siècle, le projet de construction d'une nouvelle église par l'architecte Mongeaud, n'aboutissant pas, est transformé en projet de restauration en 1927.

### Personnalités liées à la commune
- Louis Claude Monnet de Lorbeau (1766-1819) - Né à Mougon, est un militaire français, général sous Napoléon Ier, créé baron sous Louis XVIII. Il fut capitaine dans le 36e bataillon des Deux-Sèvres et Charente, surnommé le Vengeur, et fit les campagnes des ans II, III, IV et V en Vendée, qu'il contribua à pacifier. Le Directoire exécutif, informé de sa belle conduite, le nomma chef de la 31e demi-brigade par arrêté du 5 thermidor. Le courage et le dévouement de Monnet en Helvétie, puis en Italie, lui méritèrent le grade de général de brigade sur le champ de bataille. Il participa à l'expédition du Portugal, et lorsque la guerre fut déclarée avec l'Angleterre, il reçut le commandement supérieur de Flessingue et de l'île de Walcheren, qu'il mit en état de siège. Le premier Consul le nomma général de division le 9 fructidor suivant et commandeur de la Légion d'honneur les 19 frimaire et 25 prairial an XII, et électeur du département des Deux-Sèvres. Il fit les campagnes de Hollande des ans XI-XIV. Appelé de nouveau au commandement de Flessingue et de Walcheren, il ne put empêcher le débarquement des Anglais et la reddition de l'île. Un conseil de guerre déclara Monnet coupable de lâcheté et de trahison, et le condamna à mort par contumace. Au retour des Bourbons, le général Monnet rentra en France en 1814 et fut réintégré le 24 juillet dans son grade et dans ses honneurs, nommé chevalier de Saint-Louis et créé baron. Il mourut à Paris en 1819.
- Alfred Monnet (1820-1890), homme politique né à Mougon, maire de Niort de 1865 à 1871, député des Deux-Sévres puis sénateur.
- René Gaillard (1918-1985) - Ancien maire de Niort et député de la 1re circonscription des Deux-Sèvres, est né à Mougon. Sa fille, Geneviève Gaillard est également maire de Niort et député de la 1re circonscription des Deux-Sèvres.L'auteur du siècle Trioulais, André Gaillard, en est un proche parent.
- Pierre Renverseau, né à Niort le 12 mai 1968 - Acteur, réalisateur et scénariste, a passé son enfance à Mougon[8].

### Héraldique
| Blason | Blasonnement : D’azur aux trois épis empoignés d’or, liés de même. |